# Balsa obliquifera
Balsa obliquifera är en fjärilsart som beskrevs av Walker 1860. Balsa obliquifera ingår i släktet Balsa och familjen nattflyn. Inga underarter finns listade i Catalogue of Life.